# 松山町 (奈良県)
松山町（まつやまちょう）は、1942年まで、奈良県宇陀郡にあった町。現在の宇陀市大宇陀の中心部にあたる。

## 歴史

### 沿革
- 1889年（明治22年）4月1日 - 町村制の施行により、宇陀郡松山万六町, 松山出新町, 松山拾生町, 松山上新町, 松山中新町, 松山上町, 松山上中町, 松山上本町, 松山上茶町, 松山下茶町, 松山下本町, 松山下中町, 松山下出口町, 松山小出口町が合併し、松山町が成立。
- 1942年（昭和17年）2月11日 - 神戸村、政始村、上龍門村と新設合併し、大宇陀町が成立。同日松山町消滅。

## 町長
- 松尾四郎